# Episodi di Evil (quarta stagione)
La quarta e ultima stagione della serie televisiva Evil, composta da 14 episodi, è stata pubblicata in prima visione assoluta negli Stati Uniti d'America sul servizio di streaming on demand Paramount+ dal 23 maggio al 22 agosto 2024.
In Italia la stagione è stata pubblicata su Paramount+ dal 24 maggio al 23 agosto 2024.
| n° | Titolo originale                 | Titolo italiano                    | Pubblicazione USA | Pubblicazione Italia |
| -- | -------------------------------- | ---------------------------------- | ----------------- | -------------------- |
| 1  | How to Split an Atom             | Come scindere un atomo             | 23 maggio 2024    | 24 maggio 2024       |
| 2  | How to Train a Werewolf          | Come addestrare un cane            | 30 maggio 2024    | 31 maggio 2024       |
| 3  | How to Slaughter a Pig           | Come macellare un maiale           | 6 giugno 2024     | 7 giugno 2024        |
| 4  | How to Build a Coffin            | Come costruire una bara            | 13 giugno 2024    | 14 giugno 2024       |
| 5  | How to Fly an Airplane           | Come pilotare un aereo             | 20 giugno 2024    | 21 giugno 2024       |
| 6  | How to Dance in Three Easy Steps | Come ballare in tre semplici passi | 27 giugno 2024    | 28 giugno 2024       |
| 7  | How to Dress a Wound             | Come fasciare una ferita           | 4 luglio 2024     | 5 luglio 2024        |
| 8  | How to Save a Life               | Come salvare una vita              | 11 luglio 2024    | 12 luglio 2024       |
| 9  | How to Build a Chatbot           | Come costruire...                  | 18 luglio 2024    | 19 luglio 2024       |
| 10 | How to Survive a Storm           | Come sopravvivere a un uragano     | 25 luglio 2024    | 26 luglio 2024       |
| 11 | Fear of the Future               | Paura del futuro                   | 1º agosto 2024    | 2 agosto 2024        |
| 12 | Fear of the Other                | Paura dell'altro                   | 8 agosto 2024     | 9 agosto 2024        |
| 13 | Fear of the Unholy               | Paura dell'empio                   | 15 agosto 2024    | 16 agosto 2024       |
| 14 | Fear of the End                  | Paura della fine                   | 22 agosto 2024    | 23 agosto 2024       |

## Come scindere un atomo
- Titolo originale: How to Split an Atom
- Diretto da: Robert King
- Scritto da: Michelle King e Robert King

## Come addestrare un cane
- Titolo originale: How to Train a Werewolf
- Diretto da: Peter Sollett
- Scritto da: Rockne S. O'Bannon

## Come macellare un maiale
- Titolo originale: How to Slaughter a Pig
- Diretto da: Fong-Yee Yap
- Scritto da: Dewayne Darian Jones

## Come costruire una bara
- Titolo originale: How to Build a Coffin
- Diretto da: Darren Grant
- Scritto da: Aurin Squire

## Come pilotare un aereo
- Titolo originale: How to Fly an Airplane
- Diretto da: John Dahl
- Scritto da: Sarah Acosta

## Come ballare in tre semplici passi
- Titolo originale: How to Dance in Three Easy Steps
- Diretto da: Joe Menendez
- Scritto da: Louisa Hill

## Come fasciare una ferita
- Titolo originale: How to Dress a Wound
- Diretto da: Sam Hoffman
- Scritto da: Oneika Barrett

## Come salvare una vita
- Titolo originale: How to Save a Life
- Diretto da: Tyne Rafaeli
- Scritto da: Nialla Bese LeBouef

## Come costruire...
- Titolo originale: How to Build a Chatbot
- Diretto da: Yap Fong-Yee
- Scritto da: Erica Larson

## Come sopravvivere a un uragano
- Titolo originale: How to Survive a Storm
- Diretto da: John Dahl
- Scritto da: Rockne S. O'Bannon e Anju Andre-Bergmann

## Paura del futuro
- Titolo originale: Fear of the Future
- Diretto da: Robert King
- Scritto da: Michelle King, Robert King e Anju Andre-Bergmann

## Paura dell'altro
- Titolo originale: Fear of the Other
- Diretto da: Sam Hoffman
- Scritto da: Louisa Hill e Dewayne Darian Jones

### Trama
Kristen Ben e David si ritrovono ad affrontare uno degli ultimi casi. Suor Andrea pone l'urgenza sul caso di Paul, figlio del suo ex innamorato che si tolse la vita per lei. David prova a salvare la sua chiesa ma senza successo: questa verrà sconsacrata e venduta. Ben riceve diverse offerte di lavoro molto cospicue. Kristen spera di incassare l'assegno del ricco alpinista, ma scopre che Andy ha già incassato il 10%. Inizia così ad avere preoccupazioni economiche.  Le figlie di Kristen raccolgono i fondi per Laura, fingendo che abbia ancora problemi cardiaci. Kristian si infuria e le viene l'idea di aprire uno studio privato. Chiede aiuto al Dr Boggs che è in partenza e accetta di mandarle i suoi clienti. Il processo di Liland si conclude e viene archiviato.

## Paura dell'empio
- Titolo originale: Fear of the Unholy
- Diretto da: John Dahl
- Scritto da: Aurin Squire e Sarah Acosta

## Paura della fine
- Diretto da: Robert King
- Scritto da: Rockne S. O'Bannon e Nialla Bese LeBouef